# 千葉県東方沖地震 (1987年)
千葉県東方沖地震（ちばけんとうほうおきじしん）は、1987年（昭和62年）12月17日11時8分17秒に千葉県房総半島、九十九里浜付近を震源として発生した地震である。

## 地震学的概要
- 震源は、千葉県房総半島九十九里浜付近の北緯35度22.5分、東経140度29.6分、深さ57.9km。
- 地震のマグニチュードは6.7（Mw 6.7）。
- 断層様式は、逆断層成分を含む右横ずれ。
- 本震の約15秒前に、M 2.7 の前震があった。
- 津波は観測されていない。

### 発生要因
関東地方南部の地殻構造は、表層の北アメリカプレートに対し、相模湾（相模トラフ）からもぐりこむフィリピン海プレート、日本海溝からもぐりこむ太平洋プレートの3層からなる複雑なものであるが、この地震は2層目のフィリピン海プレートの内部で断層運動が発生したスラブ内地震であった。

### 各地の震度
震度3以上を観測した地点は以下の通り。
| 震度 | 都道府県 | 観測所                     |
| ---- | -------- | -------------------------- |
| 5    | 千葉県   | 勝浦・千葉・銚子           |
| 4    | 茨城県   | 柿岡・水戸                 |
| 4    | 埼玉県   | 熊谷                       |
| 4    | 千葉県   | 館山                       |
| 4    | 東京都   | 東京                       |
| 4    | 神奈川県 | 横浜                       |
| 4    | 山梨県   | 河口湖                     |
| 4    | 静岡県   | 熱海                       |
| 3    | 福島県   | 小名浜・白河               |
| 3    | 栃木県   | 宇都宮・日光               |
| 3    | 群馬県   | 前橋                       |
| 3    | 埼玉県   | 秩父                       |
| 3    | 東京都   | 大島・八丈島・三宅島・新島 |
| 3    | 山梨県   | 甲府                       |
| 3    | 長野県   | 飯田・軽井沢               |
| 3    | 静岡県   | 静岡・三島                 |

## 被害状況
千葉県の広範囲で震度5の強震を記録し、死者2名、重傷26名、軽傷118名、建物全壊16棟、半壊102棟、一部破損6万3692棟、火災3棟を出した。山地崩壊は102箇所で、市原市の埋め立て地を中心に液状化現象が277箇所で生じた。また、ライフラインにも影響があり、千葉県内だけでも289,700戸が停電するなどし、地域によっては1ヶ月以上ライフラインが不通となった地域も存在する。
道路の陥没・傾斜地の崩壊・屋根瓦の崩落やブロック塀の倒壊などの住宅被害が、千葉県九十九里浜沿岸地域を中心に発生。また、九十九里浜沿岸・東京湾沿岸・利根川流域沿岸などでは液状化現象により被害が発生し、神奈川県三浦半島でも斜面崩落による自動車の埋没などの被害を生じている。
関東地方の比較的広い範囲で大きな被害が発生した地震としては1923年の関東地震およびその余震である1924年の丹沢地震以来であり、その点でも当時、注目を集めた地震である。
千葉県内での被害額は総額404億円に達し、うち半分が住宅被害であった。
当時は、各市町村に自動計測機器（計測震度計）が設置されていなかった為、気象庁の情報では最大震度5とされているが、研究者の望月利男らが、千葉県の住民にアンケート調査を行った結果から、現在の千葉県大網白里市や東金市、長南町などで震度6弱相当の揺れがあったと推定されている。
なお、春川による高校生約1300人を対象とする河角の震度階を用いたアンケート調査では、強震域は震源から北北西に伸びる矩形領域をなし、これは震源断層の方向と調和的であった。一方、約2800点の屋根瓦の被害調査では、大きな被害の分布は震源断層の方向とは斜交し、地質構造と調和的であった。

## その他
防災行政無線は、情報の輻輳により混乱をきたし、機能しなかった。
断層の延長線上にある伊豆半島の宇佐美温泉では、地震のあと源泉の温度上昇が生じていた。

## 付近の地震活動

### 千葉県東方沖のスロースリップ現象
相模トラフから沈み込むフィリピン海プレートと、陸側の北アメリカプレートの九十九里沿岸のプレート境界部では、岩盤がゆっくりずれ動くスロースリップが発生しており、1983年から2014年までの過去31年間の7回で、2年2ヶ月から7年7ヶ月間隔、平均約5年間隔で発生している。最長の7年7ヶ月の活動間隔は期間中に当地震を挟んでおり、スロースリップ発生域の応力が減少し、その発生を遅らせた可能性がある。